# Mount Manthe
Mount Manthe ist ein 576 m hoher Berg im westantarktischen Ellsworthland. Er ist der südlichste der drei stark erodierten miozänen Schichtvulkane, die im Wesentlichen das Hudson-Gebirge aufbauen. Er ragt 6 km nordöstlich des Shepherd Dome auf.
Luftaufnahmen der United States Navy, die bei der Operation Highjump (1946–1947) entstanden, dienten seiner Kartierung. Das Advisory Committee on Antarctic Names benannte ihn 1968 nach Lawrene L. Manthe (1938–2007), Meteorologe auf der Byrd-Station im antarktischen Winter 1967.